# Wydział Nauk o Zdrowiu z Instytutem Medycyny Morskiej i Tropikalnej Gdańskiego Uniwersytetu Medycznego
Wydział Nauk o Zdrowiu z Instytutem Medycyny Morskiej i Tropikalnej Gdańskiego Uniwersytetu Medycznego – jeden z czterech wydziałów Gdańskiego Uniwersytetu Medycznego powstały w 2006 roku. Jego siedziba znajduje się przy ul. Juliana Tuwima 15 w Gdańsku. Twórcą, organizatorem i pierwszym dziekanem Wydziału był prof. dr hab. Piotr Lass.

## Struktura
Struktura wydziału:
- Katedra i Klinika Medycyny Ratunkowej
- Katedra Medycyny Nuklearnej i Informatyki Radiologicznej
- Katedra Medycyny Społecznej
- Katedra Psychologii
- Katedra Rehabilitacji
- Katedra Żywienia Klinicznego
- Zakład Biochemii i Fizjologii Klinicznej
- Zakład Bioenergetyki i Fizjologii Wysiłku Fizycznego
- Zakład Fizjologii Człowieka
- Zakład Fizjoterapii
- Zakład Gerontologii Społecznej i Klinicznej
- Zakład Patologii i Neuropatologii
- Zakład Propedeutyki Onkologii
- II Zakład Radiologii
- Zakład Ratownictwa Medycznego
- Zakład Toksykologii Klinicznej
- Zakład Toksykologii Środowiska
- Instytut Medycyny Morskiej i Tropikalnej
- Instytut Pielęgniarstwa i Położnictwa

## Kierunki studiów
- psychologia zdrowia
- dietetyka
- pielęgniarstwo
- położnictwo
- elektroradiologia
- fizjoterapia
- zdrowie środowiskowe
- zdrowie publiczne
- ratownictwo medyczne
- fizyka medyczna - kierunek międzyuczelniany

## Władze
Władze wydziału
- Dziekan: prof. dr hab. Przemysław Rutkowski[1]
- Prodziekani: 
  - ds. nauki i rozwoju kadr: prof. dr hab. Marcin Renke
  - ds. jakości kształcenia i praktyk studenckich: dr hab. Magdalena Błażek
  - ds. dydaktycznych: prof. dr hab. Piotr Wąż
  - ds. promocji i rozwoju: dr hab. Aleksandra Gaworska-Krzemińska